# Glenn Turner
Glenn Turner, född den 1 maj 1984 i Bowral, Australien, är en australisk landhockeyspelare.
Han tog OS-brons i herrarnas landhockeyturnering i samband med de olympiska landhockeytävlingarna 2012 i London.